# Cono de las cavernas

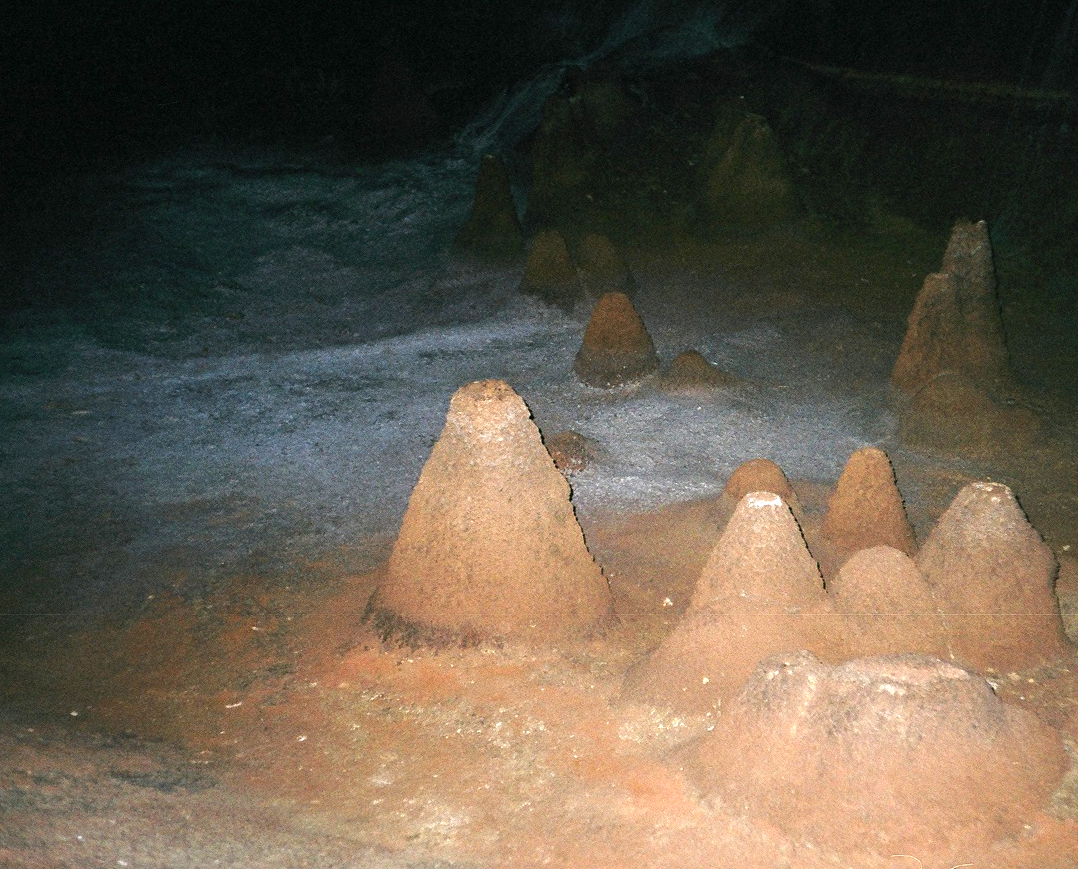
Conos de las cavernas en un lago ya retirado que los ha dejado al descubierto en una cueva de Brasil.

En espeleología, un cono de las cavernas es una variedad de calcita flotante. Este espeleotema es una forma secundaria kástica. El proceso de formación habitual es un goteo desde, por ejemplo, una estalactita sobre un lago bastante estancado como para que se forme calcita flotante. Al pasar las balsas bajo el goteo se hunden por el impacto y caen al fondo apilándose en una forma similar a una estalagmita.